# 2,3,3-Trimethylpentan
2,3,3-Trimethylpentan là một hợp chất hữu cơ thuộc nhóm hydrocarbon, có công thức hóa học là C8H18, hay (CH3)2CHCH2C(CH3)3. Nó là một trong 17 đồng phân của octan. Vì hợp chất hữu cơ này có mạch nhánh nên đây là một alkan mạch nhánh.

## Đồng phân
Dưới đây là 17 đồng phân cấu tạo của 2,3,3-Trimethylpentan:
1. 2,2,3,3-Tetramethylbutan
2. 2,2,3-Trimethylpentan
3. 2,2,4-Trimethylpentan (isooctan)
4. 2,2-Dimethylhexan
5. 2,3,4-Trimethylpentan
6. 2,3-Dimethylhexan
7. 2,4-Dimethylhexan
8. 2,5-Dimethylhexan
9. 2-methyl-3-ethylpentan
10. 2-methylheptan
11. 3,3-Dimethylhexan
12. 3,4-Dimethylhexan
13. 3-Ethylhexan
14. 3-methyl-3-ethylpentan
15. 3-methylheptan
16. 4-methylheptan
17. n-Octan

## Ứng dụng
Hợp chất hữu cơ này không có nhiều ứng dụng thực tế. Nó thỉnh thoảng được sử dụng làm nhiên liệu và dung môi hữu cơ.